# Résolution 1544 du Conseil de sécurité des Nations unies
Membres permanents
- Chine
- États-Unis
- France
- Royaume-Uni
- Russie

Membres non permanents
- Algérie
- Allemagne
- Angola
- Bénin
- Brésil
- Chili
- Espagne
- Pakistan
- Philippines
- Roumanie

Résolution no 591 Résolution no 593
La résolution 1544 est une résolution du Conseil de sécurité de l'ONU votée le 19 mai 2004.

## Résolution
Dans cette résolution, après avoir rappelé les résolutions 242 (1967), 338 (1973), 446 (1979), 1322 (2000), 1397 (2002) (en), 1402 (2002) (en), 1403 (2002) (en), 1405 (2002) (en), 1435 (2002) et 1515 (2003) (en), le Conseil de sécurité demande à Israël de cesser de démolir les habitations palestiniennes.
Le Conseil de sécurité réaffirme qu'Israël, en tant que puissance occupante, doit respecter les obligations juridiques qui lui incombent en vertu de la quatrième convention de Genève, tout en étant appelé à répondre à ses besoins en matière de sécurité dans les limites du droit international. Il se déclare préoccupé par la détérioration de la situation dans les territoires occupés par Israël depuis 1967 et condamne la mort de Palestiniens dans la région de Rafah.
Dans le préambule de la résolution, le Conseil se dit également préoccupé par la démolition de maisons palestiniennes dans le camp de réfugiés de Rafah. Le Conseil rappele les obligations du gouvernement israélien et de l'Autorité palestinienne au titre de la feuille de route pour la paix. Tous les actes de terreur, de violence et de destruction sont condamnés.
La résolution 1544 est adoptée par 14 voix contre zéro et avec l'abstention des États-Unis lors de la 4 972 ème séance, les États-Unis déclarant qu'ils ont exhorté Israël à faire preuve de retenue et que la question de la contrebande d'armes par les militants palestiniens à travers la bande de Gaza n'est pas abordée.